# Astakos (Akarnanien)
Astakos (altgriechisch Ἀστακός) war eine antike griechische Stadt an der Westküste Akarnaniens und besaß am Meer sichere Häfen. Es soll von Einwohnern aus Kephallonia als Kolonie gegründet worden sein. Im Peloponnesischen Krieg war es zwischen den beiden griechischen Mächten Athen und Korinth umkämpft. Am Beginn dieses Krieges stand es unter der Herrschaft des Tyrannen Euarchos, der 431 v. Chr. von den Athenern vertrieben, aber noch im selben Jahr von den Korinthern wieder eingesetzt wurde. Der athenische Stratege Phormion unternahm 429 v. Chr. von Astakos aus einen Streifzug ins Landesinnere. Damals dürfte sich die Stadt Athen angeschlossen haben. Später gehörte Astakos dem Akarnanischen Bund an. Es befand sich 2 km nördlich der heutigen gleichnamigen Stadt. Im Mittelalter lag hier die Siedlung Dragameston, bei der Ruinen aus der Zeit des frühen Byzantinischen Reichs (d. h. des spätantiken Römischen bzw. Oströmischen Reiches) entdeckt wurden.